# Kukán Ferenc
| Kukán Ferenc                              | Kukán Ferenc                              |
| Kattints az alábbi külső linkek egyikére! | Kattints az alábbi külső linkek egyikére! |
| ----------------------------------------- | ----------------------------------------- |
| Nem található szabad kép.(?)              |                                           |
| külső link · jogvédett                    | Kukán Ferenc fényképe.                    |

Kukán Ferenc (Érsekújvár, 1898. október 6. – Szeged, 1971. december 13.) szemész, egyetemi tanár, az orvostudományok kandidátusa (1952). Testvére: Kukán Géza (1890–1936) festőművész, illetve Kukán Béla és Hajdú Imre.

## Életpályája
1916-ban érettségizett szülővárosában. 1916–1918 között az első világháborúban teljesített katonai szolgálatot. Budapesten 1924-ben avatták orvosdoktorrá a Pázmány Péter Tudományegyetemen. 1924–1928 között a pécsi szemklinika gyakornoka Imre József főorvos mellett. 1928–1938 között egyetemi tanársegéd, 1938–1939 között egyetemi adjunktus volt a pécsi szemklinikán. 1925-től a Magyar Szemorvos Társaság tagja, 1956–1964 között elnöke volt. 1928–1929 között a bécsi Collegium Hungaricum tagja volt és a bécsi I. sz. szemklinikán folytatott tanulmányokat. 1936-ban egyetemi magántanár lett. 1936–1937 között Párizsban, Frankfurtban valamint Heidelbergben volt tanulmányúton. 1939–1950 között vidéki kórházakban (1939–1944: Kassa, 1945–1946: Gyöngyös, 1946–1950: Hódmezővásárhely) dolgozott szemész főorvosként. 1950–1951 között a SZOTE Szemészeti Klinika megbízott tanszékvezetője volt. 1951–1969 között a SZOTE tanszékvezető egyetemi tanára és a Klinika igazgatója volt. 1953–1956 között a SZOTE Általános Orvostudományi Kar dékánja volt. 1969-ben nyugdíjba vonult.
A szem folyadékcseréjével, az ideghártya vérkeringésével kapcsolatos elváltozásokat kutatta. Tanulmányozta a szemfenéki vérnyomásmérést, a szürke hályog és a glaukóma műtéteivel összefüggő problémákat és a nem tokos hályogműtét utáni késői szövődményeket.

## Művei
- A keratitis parenchymatosa kezelése bizmuttal (Szemészet, 1926)
- A contusio bulbi csoportosult tünetei (Orvosi Hetilap, 1926. 51.)
- Retina-chorioidealis arteria és vena anastomosis a contusio bulbi csoportosult tüneteivel. (Szemészet, 1927; németül: Klinische Monatsblätter für Augenheilkunde, 1927)
- Herkxheimer-féle reactio a limbusban (Orvosi Hetilap, 1927. 4.; németül: Klinische Monatsblätter für Augenheilkunde, 1927)
- Adatok a chalkosis corneaehez és a szaruhártya spectroskopiájához (Koczkás Gyulával, Szemészet, 1930; németül: Klinische Monatsblätter für Augenheilkunde, 1930)
- A glaukoma nem műtéti kezelése (Orvosi Hetilap, 1931)
- Az orbita melléküreg-eredetű gyulladásos megbetegedései (Orvosi Hetilap, 1932)
- A liquor szaruhártyára oltásának diagnosztikus jelentősége enkephalitises betegségekben. – Proteintherápia a szemészetben (Orvosi Hetilap, 1933)
- A retina circulatio és az intracranialis nyomás közötti összefüggésről (Orvosképzés, 1935)
- Die Bismutbehandlung der Keratitis parenchymatosa (Klinische Monatsblätter für Augenheilkunde, 1936)
- Ergebnisse der Blutdruckmessungen mit einem neuen Ophthalmodynamométer (Zeitschrift für Augenheilkunde, 1936)
- Katarakta diabetica (Orvosi Hetilap, 1936. 26.)
- Über die Blutdruck- und Druckverhältnisse des Auges, Zugleich ein Beitrag zur Pathologie des tabischen Sehnervenatrophie (Albrich Konráddal, Klinische Monatsblätter für Augenheilkunde, 1938)
- Az emberi szem ellenségei (Új Idők, 1938)
- Adatok a Hand–Schüller–Christian-féle betegséghez (Orvosképzés, 1943)
- A hályogseb varrásának kisebb módosítása (Szemészet, 1951)
- A szemtükör a szemfenéki vérnyomásmérés szolgálatában (Orvosi Hetilap, 1951. 31.)
- Korszerű egyetemi szemklinika létesítése (Szeged, 1960)
- Szemészet (Boros Bélával és Kettesy Aladárral, Budapest, 1962)
- Késői phacogenetikus uveitisek extracapsularis hályogműtétek után (Szemészet, 1964)
- Félrevezető hámhiányok kísérletre használandó házinyulak corneáján (Polgár Józseffel, Szeghy Gergellyel, Szemészet, 1966)

## Díjai
- Kiváló Orvos (1953)
- A Munka Érdemrend arany fokozata (1955, 1969)